# 特爾塞羅阿里瓦縣

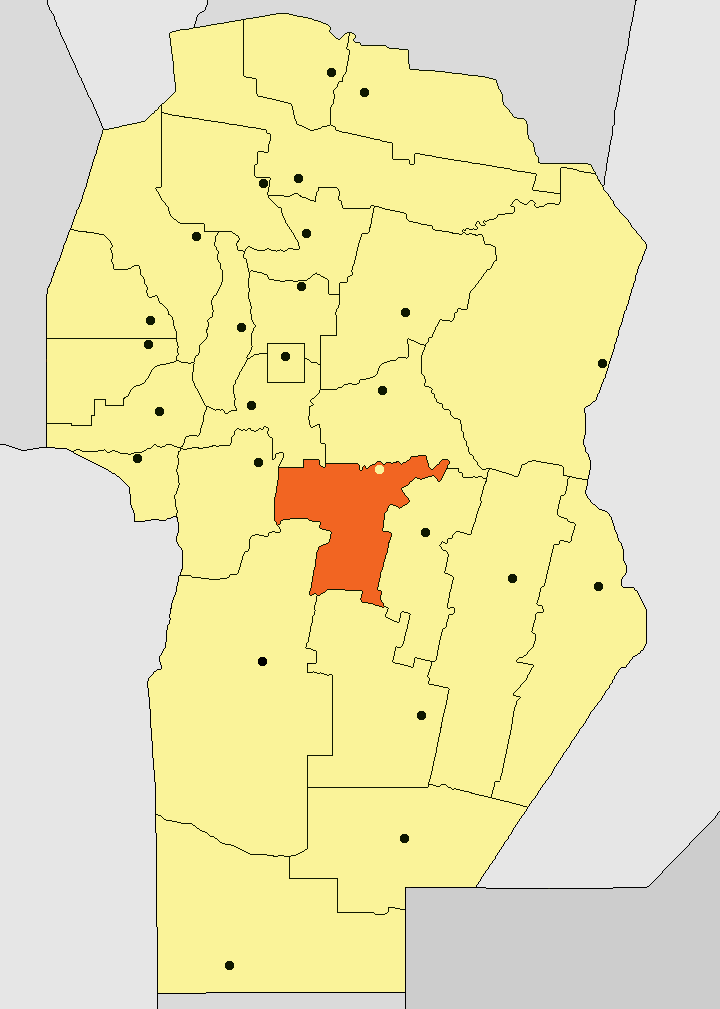

32°2′S 63°34′W / 32.033°S 63.567°W
特爾塞羅阿里瓦縣（西班牙語：Departamento Tercero Arriba），是阿根廷的縣份，位於該國中部科爾多瓦省，首府設於奧利瓦，面積5,187平方公里，2010年人口109,554，人口密度每平方公里21.12人。